# Marksuhl
Marksuhl is een plaats en voormalige gemeente in de Duitse deelstaat Thüringen, en maakt deel uit van de Wartburgkreis. Op 31 december 2006 telde Marksuhl 2.784 inwoners.
Naast het hoofddorp omvatte de gemeente de kernen Burkhardtroda, Eckardtshausen, Wilhelmsthal, Förtha, Epichnellen, Baueshof, Lindigshof, Josthof, Meileshof en Mölmeshof.
Marksuhl voerde tevens, als vervullende gemeente, de bestuurstaken uit van de gemeenten Ettenhausen an der Suhl en Wolfsburg-Unkeroda. Op 6 juli 2018 werden Marksuhl en Wolfsburg-Unkeroda opgenomen in de gemeente Gerstungen en Ettenhausen an der Suhl in de gemeente Bad Salzungen.